# Friesoyther Eisenbahngesellschaft
Die F.E.G. Friesoyther Eisenbahngesellschaft mbH, bis Dezember 2009 F.E.G. Friesoyther Eisenbahninfrastrukturgesellschaft mbH, ist ein öffentliches Eisenbahninfrastrukturunternehmen. Das Unternehmen wurde Ende 2003 gegründet und kaufte den Abschnitt Cloppenburg – Friesoythe der Bahnstrecke Cloppenburg–Ocholt von der DB. Diesen betreibt es als EIU als öffentliche Infrastruktur gemäß EBO.
Die Firme Paul Meyer und die Museumseisenbahn Friesoythe-Cloppenburg e.V. sind ebenfalls Gesellschafter.